# А (приток Нете)

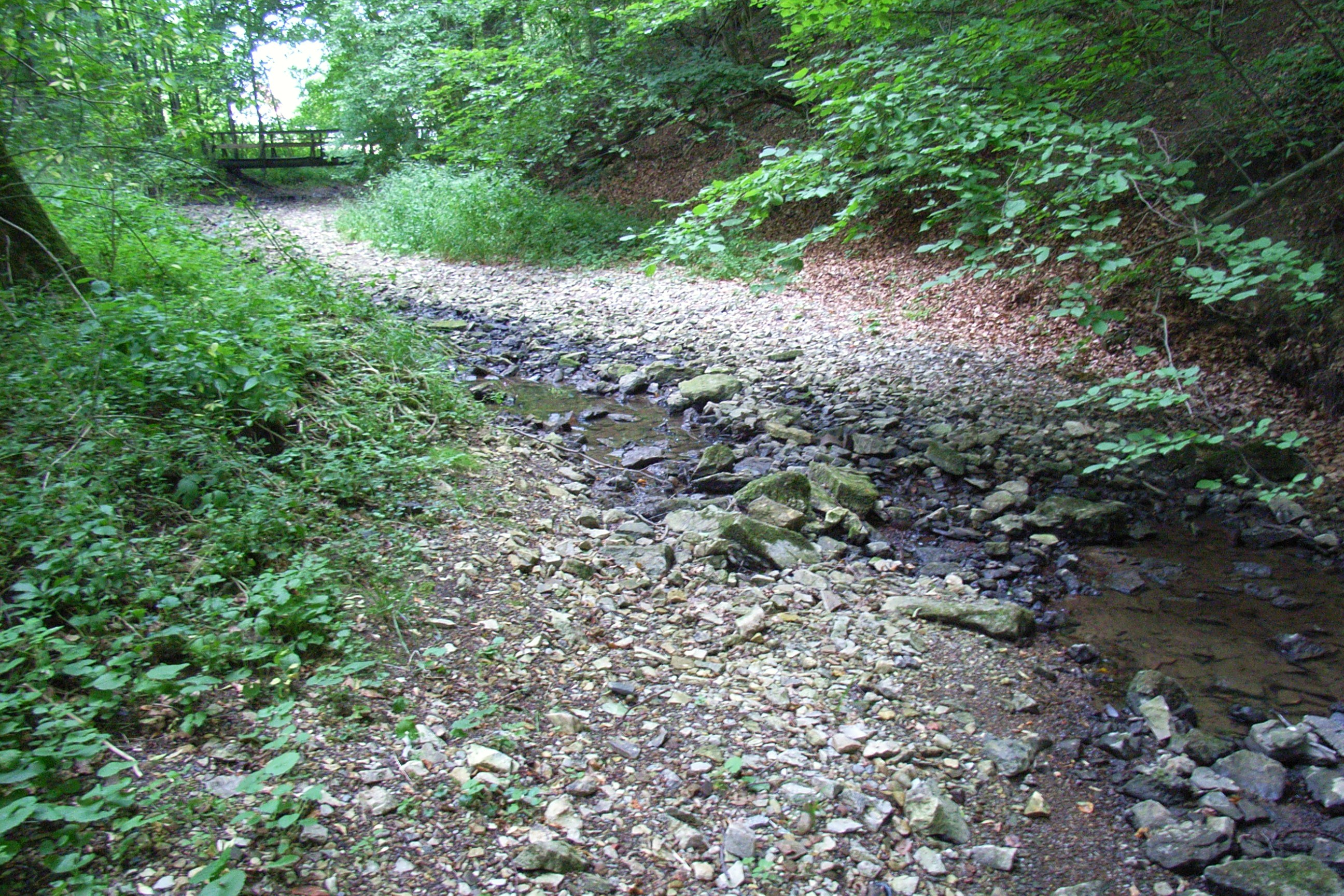
Пересыхающее русло Аа у Рельзена (Reelsen)

А (нем. Aa) — река в Германии, протекает по земле Северный Рейн-Вестфалия. Площадь бассейна реки составляет 77,06 км². Длина реки — 20,6 км.
Река протекает по территории национального парка Тевтобургский Лес. Большое количество римских находок в долине реки позволило краеведам в начале XX века предположить, что здесь произошло решительное сражение римлян с германцами. В настоящее время в долине А идентифицировано несколько последовательно существовавших там римских военных лагерей.